# Mecynotarsus adumbratus
Mecynotarsus adumbratus es una especie de coleóptero de la familia Anthicidae.

## Distribución geográfica
Habita en Etiopía.